# 島の山古墳

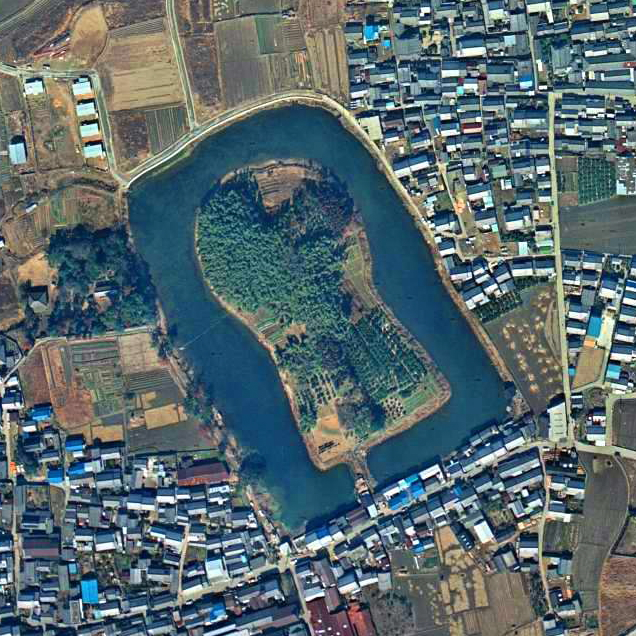
島の山古墳の空中写真。

島の山古墳（しまのやまこふん）は、奈良県磯城郡川西町唐院にある古墳。形状は前方後円墳。馬見古墳群北群を構成する古墳の1つ。国の史跡に指定され、出土品は国の重要文化財に指定されている。

## 概要
川合大塚山古墳の東方約1キロの寺川左岸上の微高地に築造された。別名島根山古墳。周辺の古墳とともに三宅古墳群を形成する。
盾型の周濠を含めた長さは265メートル、幅175メートルである。東西くびれ部には造り出しがある。墳丘からは葺石と埴輪列（朝顔形円筒、家形、盾型、靫形）が検出された。また平成17年（2005年）度に行われた第10次調査において、西側くびれ部から祭祀に用いられたと考えられる植物製の籠が出土した。
当古墳の位置は大和盆地の河川が合流する場にあり、交通の要所を押さえた場にあることが大塚山古墳群と共通している。また川合大塚山古墳と島の山古墳の墳形規格が同じであるという点からも、この二つの古墳は関係が深いとみられる。
この古墳に関する記述は古く、江戸時代の学者である木内石亭が著した「雲根志」に「神代石」という名で、この古墳から出土した鍬形石が記されている。

## 埋葬施設
後円部中心に竪穴式石室があるようで、石室天井石が周囲に持ち出されている。石材は兵庫県の竜山石である。過去の盗掘で副葬品の多くは持ち出された。その際に散逸したと思われる遺物は、一部アメリカの博物館にも展示されている
1996年の調査で前方部頂から粘土槨が検出された。東西10.5メートル、南北3.4メートルの墓坑内に全長8.5メートル、幅1.7～2メートルの粘土槨があり、その棺外には滑石製勾玉、臼玉、管玉、琴柱型石製品など2500点が散在していた。棺上粘土からは車輪石80、鍬形石21、石釧32、鉄小刀5が封じ込められていた。棺内には碧玉製合子3、銅鏡3、大型管玉5、竪櫛11、首飾り1、手玉1があった。手玉の存在から被葬者は女性の可能性がある。
また、墳頂のくびれ部から前方部にかけて大型の粘土槨が存在していることが確認された。

## 文化財

### 重要文化財（国指定）
- 奈良県島の山古墳出土品（考古資料） - 明細は後出。所有者は国（文化庁）。奈良県立橿原考古学研究所附属博物館保管。1998年（平成10年）6月30日指定[4]。

### 国の史跡
- 島の山古墳 - 2002年（平成14年）9月20日指定[5]。

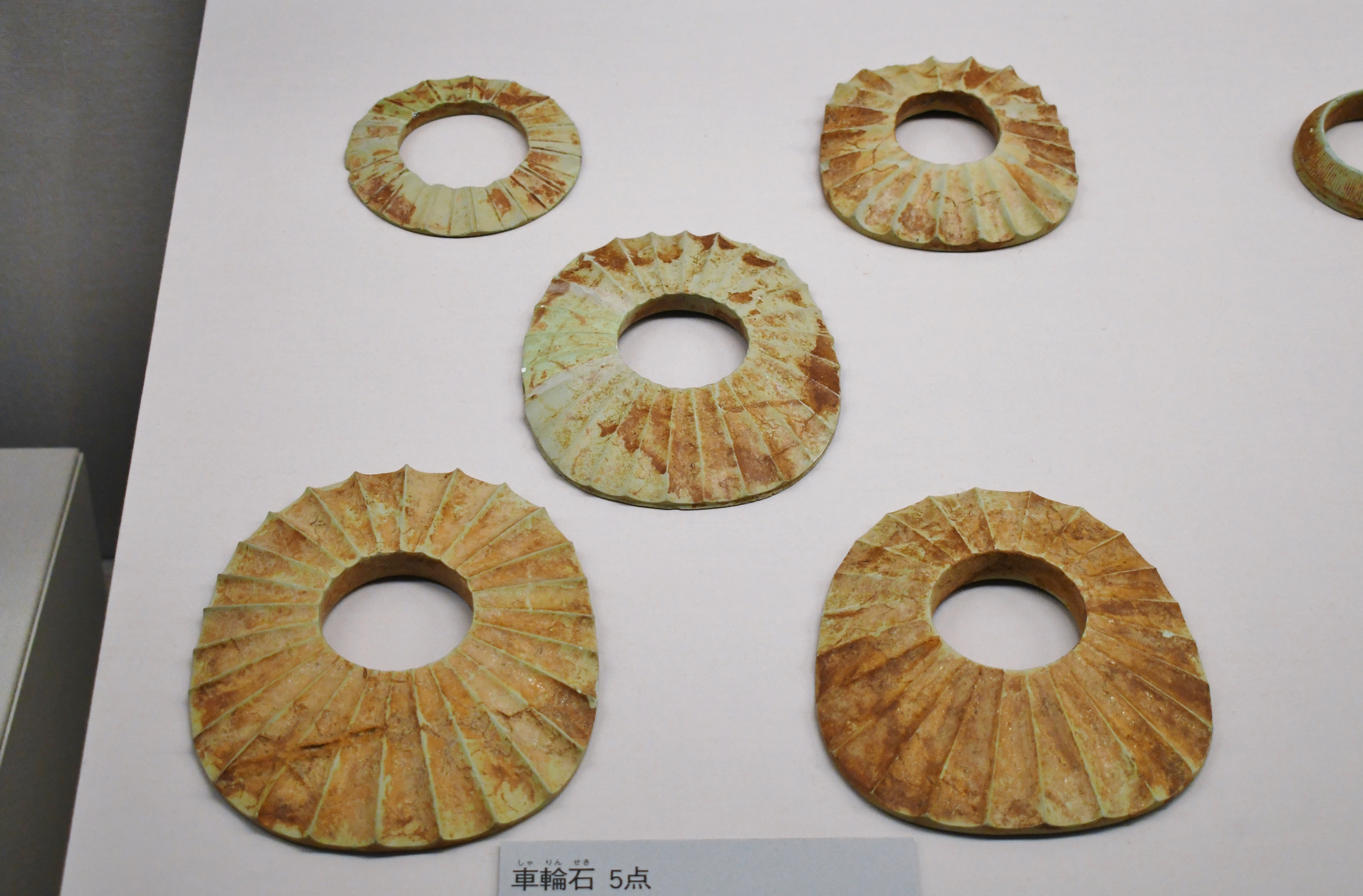
車輪石（非指定） 天理大学附属天理参考館展示。

- 獣形鏡 3面
- 玉類
  - 碧玉大形管玉 5箇
  - 碧玉管玉 52箇
  - 碧玉細管玉 29箇
  - 碧玉大形飾玉 1箇
  - 碧玉丸玉 15箇
  - 滑石玉類 一括
- 鉄小刀 6口
- 鉄刀子 4口
- 碧玉石釧 31箇
- 碧玉車輪石 81箇
- 碧玉鍬形石 21箇
- 碧玉合子 3口
- 琴柱形石製品 1箇

- 車輪石（非指定）
天理大学附属天理参考館展示。